# Trix van Brussel
Trijntje Hermina Wolterdina (Trix) van Brussel-Bakker (Meppel, 3 november 1920 – aldaar, 25 november 2019) was een Nederlandse kinderboekenschrijver en liedschrijver.

## Biografie
Van Brussel begon met schrijven toen ze achttien jaar oud was en schreef kinderverhalen en gedichten voor kinderen die in diverse landelijke dagbladen werden gepubliceerd. Haar eerste gedicht werd in 1938 gepubliceerd in het Algemeen Dagblad. Na de oorlog ging ze werken voor de radio-omroepen en schreef veel liedteksten voor radiokoren en kinderprogramma's op de radio. Liedteksten werden gezongen door het koor De Leidse Sleuteltjes en De Damrakkertjes op de radio. Ook schreef ze liedteksten voor het bekende radioprogramma Kleutertje luister.
In 1964 verscheen haar eerste jeugdboek bij uitgeverij Kluitman. In later jaren werden haar boeken ook uitgegeven door De Eekhoorn, Van Goor en Uitgeverij Westfriesland. In haar werk staan de dagelijkse belevenissen van kinderen centraal. Van Brussel was een zeer productief schrijver en haar oeuvre omvat 71 titels. Ze publiceerde ook onder haar geboortenaam Trix Bakker.
Van Brussel was weduwe van Jogchem Hendrik van Brussel. Het echtpaar kreeg drie dochters. In 2018 werd ze gedecoreerd tot lid in de Orde van Oranje-Nassau.

### Proza

#### Drieling serie
Uitgeverij Kluitman, Alkmaar. Zonnebloemserie, illustraties Charlotte Leene
- 01. De drieling Janneke, Ineke en Marieke, 1978, ISBN 90 206 6231 7, 124 pagina's
- 02. De drieling bij Janneke thuis, 1980, ISBN 90 206 6147 7, 124 pagina's
- 03. De drieling in Huize de Wilg, 1981, ISBN 90 206 6143 4, 125 pagina's
- 04. De drieling naar de kermis, 1981, Zonnebloemserie, ISBN 90 206 6154 X; 124 pagina's
- 05. De drieling met vakantie, 1981, ISBN 90 206 6160 4, 124 pagina's
- 06. De drieling in een oude tuf, 1982, ISBN 90 206 6166 3, 124 pagina's
- 07. De drieling knapt het op, 1983, ISBN 90 206 6170 1; 124 pagina's
- 08. De drieling naar de wintersport, 1984, ISBN 90 206 6180 9; 125 pagina's
- 09. De drieling maakt plezier voor vier, 1985, ISBN 90 206 6184 1, 126 pagina's
- 10. De drieling en het geheim van de autobus, 1985, ISBN 90 206 6187 6, 126 pagina's
- 11. De drieling in de "Rinkelbel", 1986, ISBN 90 206 6192 2, 125 pagina's
- 12. De drieling op tienertoer, 1986, ISBN 90 206 6196 5, 125 pagina's
- 13. De drieling gaat zeilen, 1987, ISBN 90 206 6200 7, 125 pagina's
- 14. De drieling te paard, 1987, ISBN 90 206 6203 1, 126 pagina's
- 15. De drieling en het raadsel in het bos, 1988, ISBN 90 206 6207 4; 124 pagina's
- 16. De drieling op de Franse toer, ISBN 90 206 6210 4, 121 pagina's
- 17. De drieling op Mallorca, 1989, ISBN 90 206 6212 0, 121 pagina's
- 18. De drieling runt een koffieshop, 1990, ISBN 90 206 6221 X, 127 pagina's
- 19. De drieling mee op kamp, 1991, ISBN 90 206 6226 0, 121 pagina's
- Drieling-omnibus, 1996, ISBN 90 206 9505 3

#### Loes en Noortje serie
Uitgeverij Kluitman, Alkmaar, illustraties Charlotte Leene
- Echt iets voor Loes en Noortje, Zonnebloemserie 1983, ISBN 9020661728, 125 pagina's
- Bij Loes en Noortje thuis, Zonnebloem serie 1981, ISBN 9020661574, 125 pagina's
- Wie gaat er mee naar Loes en Noortje, Zonnebloemserie 1982, ISBN 9020661639, 124 pagina's,

#### Lotty serie
Uitgeverij De Eekhoorn, Harderwijk. Bellefleurreeks. Omslagen Hans Borrebach. Onder naam Trix Bakker:
- Lotty's reis met de vagebond, 1968, 121 pagina's
- Lotty in "het Roefje", 1969, ISBN 9060560396, 103 bladzijden
- Lotty in Brazilië, 1970, ISBN 9060561481, 108 pagina's
- Lotty en Veronica, 1974, ISBN 906056202X, 116 pagina's
- Lotty zorgt voor een verrassing, 1974, ISBN 9060561864, 97 pagina's

#### Petra en Peet serie
Uitgeverij De Eekhoorn, Harderwijk. Illustraties Carol Voges. Onder naam Trix Bakker:
- 1. Petra en Peet en Job het bokje, 196?, ISBN 90-6056-112-0, 46 pagina's
- 2. Petra en Peet naar 't strand, 196?, ISBN 9060561120, 44 pagina's
- 3. Petra en Peet logeren bij oma, 196?, ISBN 9060561139, 48 pagina's
- 4. Petra en Peet op de kleuterschool, 1965, ISBN 9060561147, 47 pagina's
- 5. Petra en Peet vieren verjaardag, 196?, ISBN 9060561155, 47 pagina's
- 6. Petra en Peet leren schaatsen, 196?, ISBN 9060561163, 47 pagina's
- 7. Petra en Peet gaan kamperen, 196?, ISBN 9060561171, 48 pagina's
- 8. Petra en Peet mogen naar 't circus, 196?, ISBN 906056118X, 41 pagina's
- 9. Petra en Peet krijgen een hond, 1966, ISBN 9060561198, 48 pagina's
- 10. Petra en Peet bij de ponyclub, 1966, ISBN 90-6056-120-1, 47 pagina's

#### Pleuntje Pukkel serie
Uitgeverij De Eekhoorn, Harderwijk. Onder naam Trix Bakker:
- 1. Pleuntje Pukkel en de club van vijf, 1969, ISBN 9060561503, 58 pagina's, illustraties Henri Loumar
- 2. Pleuntje Pukkel gaat fietsen, 1969, ISBN 9060561511, 55 pagina's, illustraties Henri Loumar
- 3. Pleuntje Pukkel gaat uit roeien, 1969, ISBN 906056152X, 51 pagina's, illustraties Henri Loumar
- 4. Pleuntje Pukkel krijgt hulp 1971, ISBN 9060561538; 61 pagina's, illustraties Henri Loumar
- 5. Pleuntje Pukkel ziet een muis, 1971, ISBN 9060561546, 57 pagina's, illustraties Henri Loumar
- 6. Pleuntje Pukkel op de bazar, 1971, ISBN 9060561554, 54 pagina's, illustraties Henri Loumar
- 7. Pleuntje Pukkel en Tiromini de goochelaar, 1976, ISBN 9060562348, 54 pagina's, illustraties Casper Koolsbergen
- 8. Pleuntje Pukkel gaat behangen ISBN 9060562356; 56 pagina's, illustraties Casper Koolsbergen

#### Trix serie
Uitgeverij Kluitman, Alkmaar, Zonnebloemserie, illustraties Lies Veenhoven 
- Trix Zorgt voor zes, 1972, ISBN 9020660934, 120 pagina's
- Trix spaart voor een brommer, 1974, ISBN 902066106X, 123 pagina's
- Trix heeft een brommer
- Trix werkt voor een goed doel, 1974, ISBN 9020661159, 123 pagina's
- Dolle weken voor Trix, 1977, ISBN 9020661248, 124 pagina's
- Het valt wel mee, Trix, 1978, ISBN 9020661361, 124 pagina's, illustraties Marijke Behrens
- Trix weet raad, 1980, ISBN 9020661213, 124 pagina's
- Trix vraagt om hulp, 1980, ISBN 9020661515, illustraties Marijke Behrens, 373 pagina's, omnibus

#### Diversen
Uitgeverij Kluitman, Alkmaar, hardcover en later pockets
- Peggy droomt van Kanostad, 1969, 157 pagina's
- Rumoer in de Duinroos, Zonnebloemserie 1977, ISBN 9020661000, 127 pagina's, illustraties Lies Veenhoven
- Pien en Puck onder de palmen, Zonnebloemserie 1971, ISBN 9020660969, 127 pagina's, Illustraties Lies Veenhoven
- Welkom op de Oldehof, Zonnebloemserie 1970, ISBN 9020661035, 126 pagina's, illustraties Lies Veenhoven
- Annemieke van de Zonnehof, Zonnebloemserie 1972, ISBN 9020615947, 127 pagina's, illustraties Lies Veenhoven
- Een vakantiebaan voor Let en Lonneke, Kluitman jeugdserie 1976, ISBN 9020602640, 158 pagina's, illustraties Charlotte Leene
- Lonneke en Let in een wereld vol pret, Zonnebloem serie 1984, ISBN 9020661760, 123 pagina's, illustraties Charlotte Leene
- Juup zet het kamp op stelten, 1972, ISBN 9020661094, 123 pagina's, illustraties Lies Veenhoven
- Maaike van de molen, Zonnebloem serie 1975, ISBN 9020661299, 126 pagina's, illustraties Lies Veenhoven
- Herrie in de cockpit, Nummer 1000 van Kluitman jeugdserie 1974, ISBN 9020602802, 160 pagina's, illustraties Willy Everhardus Berg
- De kinderen uit De Rommelpot, Zonnebloem serie 1973, ISBN 9020660861, 126 pagina's, illustraties G. van Straaten
- Op zoek naar zeven poppen, Kluitman kinderpockets 1979, ISBN 9020615378, 153 pagina's, illustraties Charlotte Leene, Rudy van Giffen

Uitgeverij De Eekhoorn, Harderwijk
- Rineke en de "sterretjes" drieling, 1975, ISBN 9060562100, 93 pagina's

Uitgeverij van Goor
- Het geheim van de oude herberg, 1978, ISBN 9000025788, 107 pagina's, illustraties Rudi van Giffen

## Gedichten
- De Boom in opdracht van de gemeente Meppel, nationale Bomendag 2009[3]

- Digitale Bibliotheek voor de Nederlandse Letteren: bakk082
- International Standard Name Identifier: 0000 0003 6918 3880
- Nederlandse Thesaurus van Auteursnamen: 072900539
- Virtual International Authority File: 283773986
- WorldCat: E39PBJdcyrtjY6VHgptCVGttKd